# Pavel Vrba (fotbalový trenér)
Pavel Vrba (* 6. prosince 1963 Přerov) je český fotbalový trenér a bývalý obránce. Patří k nejoceňovanějším českým trenérům počátku 21. století, zejména díky zisku tří titulů mistra Česka s Viktorií Plzeň. Stal se rovněž mistrem Slovenska s MŠK Žilina a mistrem Bulharska s Ludogorcem Razgrad. Od ledna 2014 do června 2016 byl hlavním trenérem české fotbalové reprezentace a přivedl ji na mistrovství Evropy roku 2016, kde pak ale Češi vypadli v základní skupině. V evropských pohárech bylo jeho maximum osmifinále Evropské ligy, do něhož se dvakrát probojoval s Plzní. V letech 2010 až 2015 zvítězil 6x za sebou v české anketě Fotbalista roku v kategorii „trenér roku“. Získal též ocenění Trenér měsíce Gambrinus ligy za listopad 2012, duben 2013, červenec 2013, srpen 2013 a listopad 2013.
Roku 2016 zkusil zahraniční angažmá v ruské Machačkale, pak se vrátil do Plzně, s níž ještě jednou vyhrál ligu. Počátek 20. let znamená spíše neúspěšné období Vrbovy kariéry, kdy vystřídal několik působišť, ze kterých odcházel vesměs předčasně. Na přelomu let 2024 a 2025 byl necelé dva měsíce hlavním trenérem druholigového klubu SK Líšeň, a stihl odtrénovat pouze pět přátelských zápasů.

## Hráčská kariéra
Přerovský rodák a odchovanec tamějšího Spartaku přestoupil v dorosteneckém věku do Baníku Ostrava. V československé lize nastupoval během základní vojenské služby za (tehdy prvoligovou) Rudou hvězdu Cheb. Od poloviny 80. let 20. století hrál za Baník Havířov a hráčskou kariéru uzavřel v Přerově, kde také začal s trénováním.

### Prvoligová bilance
| Ročník             | Zápasy | Góly | Minuty | Klub                |
| ------------------ | ------ | ---- | ------ | ------------------- |
| I. liga 1982/83    | 10     | 0    | 566    | TJ Rudá hvězda Cheb |
| I. liga 1983/84    | 2      | 0    | 164    | TJ Rudá hvězda Cheb |
| CELKEM I. ČS. LIGA | 12     | 0    | 730    |                     |

## Trenérská kariéra

### Baník Ostrava a Slovensko (2003–2008)
Počátky jeho profesionální trenérské kariéry jsou spjaty s Baníkem Ostrava. V klubu působil dlouhodobě jako asistent, na jaře 2003 tým krátce vedl jako hlavní kouč. Jeho první ligový zápas však dopadl debaklem 0:7 na pražské Slavii. V sezóně 2003/04 figuroval opět ve funkci asistenta hlavního trenéra Františka Komňackého a byl tak u zisku mistrovského titulu pro Baník Ostrava.
Na Mistrovství světa hráčů do 20 let 2003 ve Spojených arabských emirátech vedl český tým, který po remízách 1:1 s Austrálií a Brazílií a porážce 0:1 s Kanadou obsadil nepostupové čtvrté místo v základní skupině C.
V roce 2004 se odebral působit na Slovensko, kde vedl nejprve tým Matador Púchov. V letech 2006-2007 působil jako asistent trenéra u slovenské fotbalové reprezentace. Od roku 2006 vedl tým MŠK Žilina, který hned v sezoně 2006/07 dovedl k zisku ligového titulu. Následně hrála Žilina předkola Ligy mistrů, ale vypadla s SK Slavia Praha po penaltovém rozstřelu. V sezoně 2007/08 skončila Žilina na 2. místě a hrála předkola Poháru UEFA. Před odvetou s bulharským PFK Levski Sofia (po domácím zápase 1:1) byl ale nečekaně z trenérské funkce odvolán.

### FC Viktoria Plzeň (2008–2013)
V říjnu 2008 se vrátil zpět do české ligy, tentokrát do klubu FC Viktoria Plzeň. Ta prožívala nepovedený vstup do sezóny 2008/09. Pod jeho vedením se tým stabilizoval a skončil na 8. místě. Druhá plzeňská sezóna 2009/10 již byla úspěšnější. FC Viktoria Plzeň se nakonec umístila na 5. místě a vyhrála Český pohár. V předkole Evropské ligy narazila na silného soupeře z Besiktase Istanbul, kterému po vyrovnaném domácím zápase 1:1 podlehla v Istanbulu 0:3.
V sezóně 2010/11 dovedl po obzvláště vynikajícím podzimu Viktorii Plzeň k titulu mistra České republiky ve fotbale. Za svou práci pro český fotbal obdržel ocenění Trenér roku 2010 v rámci ankety Fotbalista roku. V červenci 2011 získala FC Viktoria Plzeň český Superpohár, když porazila Mladou Boleslav 4:3 na penalty po výsledku 1:1. Viktoria tak zkompletovala sadu všech tří českých fotbalových trofejí.
Čtvrtá plzeňská sezóna 2011/12 se nesla ve znamení účasti v evropských pohárech. S týmem dokázal postoupit do základní skupiny Ligy mistrů přes Pjunik Jerevan, Rosenborg Trondheim a FC Kodaň. Ve skupině H byly Plzni nalosovány týmy FK BATE, AC Milán a FC Barcelona. Nakonec Plzeň dokázala uhrát 5 bodů a obsadit 3. místo, čímž si zajistila přestup do jarní vyřazovací fáze Evropské ligy, kde vypadla hned v prvním kole s německým Schalke 04. V domácí lize skončila Plzeň na třetím místě, kdy až do konce ligy hrála o titul se Spartou a Slovanem Liberec, ale v posledním kole v přímém souboji o titul s Libercem selhala a z třetího historického titulu se tak radoval Slovan. Třetí místo ji následně zaručilo start v předkolech Evropské ligy.
Na počátku páté sezóny v Plzni se týmu podařilo probojovat do základní skupiny Evropské ligy. Plzni se z ní podařilo postoupit z prvního místa, když v posledním utkání skupiny porazila obhájce Evropské ligy Atlético Madrid a pod jeho vedením dokráčela až do osmifinále, kde ji vyřadil turecký klub Fenerbahçe SK. Sezónu 2012/13 Gambrinus ligy završil ziskem druhého ligového titulu, Plzeň porazila 1. června v posledním 30. kole sestupující FC Hradec Králové 3:0 a udržela si dvoubodový náskok před největším konkurentem Spartou Praha.
Po neúspěšné kvalifikaci na EURO 2012 usiloval v březnu 2012 o jeho angažování na místo trenéra slovenského národního týmu prezident Slovenského fotbalového svazu Ján Kováčik. Pavel Vrba měl zájem, ale Plzeň jej odmítla uvolnit ze smlouvy.
V sezóně 2013/14 dovedl Plzeň podruhé do základní skupiny Ligy mistrů, kde se tým střetl s německým Bayernem Mnichov, anglickým Manchesterem City a ruským CSKA Moskva. V listopadu 2013 využil výstupní klauzule ve smlouvě (platné do června 2015) umožňující mu z klubu odejít 15. prosince 2013. Vedení Plzně dokonce uvažovalo, že po tomto jeho kroku ukončí spolupráci s úspěšným trenérem okamžitě. V lednu 2014 převzal český národní tým, trenérský post mu nabídl předseda FAČR Miroslav Pelta. Fotbalová asociace ČR zaplatila Plzni cca 8 milionů Kč, což je částka uvedená v klauzuli. S Plzní se rozloučil postupem ze třetího místa v základní skupině D Ligy mistrů se ziskem 3 bodů do jarních vyřazovacích bojů Evropské ligy 2013/14, kdy mužstvo 10. prosince 2013 otočilo skóre proti CSKA Moskva na konečných 2:1 (díky většímu počtu nastřílených branek na hřišti soupeře ve vzájemných zápasech s CSKA mohlo slavit postup).

### Česká fotbalová reprezentace (2014–2016)
3. prosince 2013 jej (společně s asistentem Karlem Krejčím) schválil do funkce hlavního trenéra českého národního týmu výkonný výbor FAČR. Smlouva platná od 1. ledna 2014 je nastavena na 4 roky s dvouletou opcí. Jako druhého asistenta si Vrba vybral Zdeňka Svobodu ze Sparty Praha. 12. prosince 2013 byl oficiálně představen na tiskové konferenci jako hlavní trenér české reprezentace. První zápas na lavičce národního týmu absolvoval 5. března 2014 v Eden Aréně v přátelském střetnutí proti Norsku (remíza 2:2). V přípravě před kvalifikací na EURO 2016 se mu s týmem nepodařilo vybojovat výhru, ta přišla až v prvním (a důležitějším) kvalifikačním zápase proti Nizozemsku 9. září 2014 (výhra 2:1 v Generali Areně v Praze). O měsíc později 10. října přišla další výhra 2:1, tentokrát na „horké“ půdě v Istanbulu proti domácím Turkům, a o 3 dny později v Astaně proti Kazachstánu přibyly na konto českého týmu další tři body za výhru 4:2. 16. 11. 2014 v posledním podzimním kvalifikačním zápase proti dosud stoprocentnímu Islandu vybojovali Vrbovi svěřenci další výhru 2:1 (v Plzni) a posunuli se po čtyřech výhrách do čela kvalifikační skupiny A. V roce 2015 po jarní remíze s Lotyšskem a prohře na Islandu dokázala reprezentace vyhrát dva zápasy v řadě nad Kazachstánem a v Lotyšsku, čímž se s předstihem dvou kol kvalifikovala na závěrečný turnaj EURO 2016.
Český tým hrál na šampionátu v základní skupině D s reprezentacemi Španělska, Chorvatska a Turecka. V konfrontaci s těmito těžkými soupeři uhráli Češi jediný bod za remízu 2:2 s Chorvatskem a umístili se na nepostupovém 4. místě v základní skupině.
Jednalo se o historicky nejhorší výsledek české reprezentace na fotbalovém mistrovství Evropy. Po neúspěchu na turnaji Pavel Vrba u reprezentace skončil.

### FK Anži Machačkala (2016)
V červnu 2016 podepsal smlouvu s ruským klubem FK Anži Machačkala. Působil zde do prosince 2016, poté se klub po změně majitele rozhodl pro úsporná opatření, jejichž následkem byla mj. dohoda o ukončení trenérské smlouvy.

### FC Viktoria Plzeň (2017–2019)
V květnu 2017 se Pavel Vrba vrátil do Viktorie Plzeň a podepsal trenérskou smlouvu na tři roky platnou od léta. Na počátku sezóny 2017/18 postoupil do základní skupiny Evropské ligy, kterou FC Viktoria pod jeho vedením vyhrála. V jarních vyřazovacích kolech postoupil přes FK Partizan do osmifinále, kde tým vypadl s lisabonským Sporting CP. Ve stejné sezóně dovedl Plzeň k titulu v české fotbalové lize, který byl již jeho třetí s tímto týmem. V následující sezóně 2018/19 byla Plzeň nasazena do skupinové fáze Ligy mistrů UEFA, kde díky výhrám nad CSKA Moskva a AS Řím obsadila třetí místo. V jarní vyřazovací fázi Evropské ligy tým vypadl s Dinamem Záhřeb. V domácí soutěži skončila Plzeň druhá za pražskou Slavií. Po konci podzimní části sezóny 2019/2020 se Pavel Vrba dohodl na předčasném ukončení smlouvy a zároveň oznámil, že odchází trénovat bulharský tým PFK Ludogorec Razgrad.

### PFK Ludogorec Razgrad (2019–2020)
V lednu 2020 podepsal smlouvu s bulharským klubem PFK Ludogorec Razgrad. S týmem se dostal do šestnáctifinále Evropské ligy, když vypadli s Interem Milan. Na konci sezony vybojoval titul. V sezoně 2020/21 ve 2. předkole vypadli s dánským Midtjyllandem a probojovali se do základní skupiny evropské ligy. Pro neuspokojivé výsledky ve skupině ho odvolali a nahradil ho Stanislav Genčev.

### AC Sparta Praha (2021–2022)
Vrba se stal novým trenérem fotbalové Sparty 3. února 2021 večer, kdy se potvrdily spekulace z předchozích dní, že právě on nahradí Václava Kotala. Dosavadnímu trenérovi zlomila vaz špatná hra a údajně i spory se staršími hráči v kabině. Na sparťanské lavičce skončil Pavel Vrba 9. května, po porážce 0:3 od Plzně.

### FC Baník Ostrava (2022)
Jen pět dní ho dělilo od jeho dalšího angažmá, když se po 18 letech vrátil do ostravského Baníku. Toto jeho trenérské působení našlo konce po necelých pěti měsících, dne 10. října 2022, kdy neuspokojivé výsledky vedly k předčasnému ukončení smlouvy.

### FC Trinity Zlín (2022–2023)
V listopadu 2022 podepsal smlouvu ve Zlíně. Po utrpěné porážce 5:9 od Mladé Boleslavi, nejvyšší v historii tuzemské ligy, skončil s neúspěchem i zde.

### SK Líšeň (2024–2025)
Dne 18. prosince 2024, po více než roční pauze od trénování, přišel do druholigové Líšně. Nový majitel Igor Fait si s klubem věří na nejvyšší soutěž, s čímž měl zkušený Vrba pomoct. Dosavadní hlavní trenér Milan Valachovič se přesunul na pozici manažera A-týmu, kde také došlo k obměně kádru, přibylo i několik posil ze zahraničí. 
Vrba však ve službách Líšně nestrávil ani dva měsíce, čímž se to stalo jeho dosud nejkratším trenérským angažmá. Po pěti lednových přípravných zápasech (dvě prohry, tři remízy) klub 4. února 2025 překvapivě oznámil, že se s ním dohodl na ukončení spolupráce. Důvod nebyl uveden, spekuluje se o zdravotních problémech.

## Úspěchy

### Trenérské
MŠK Žilina
- mistr 1. slovenské ligy: 2006/07
- vítěz slovenského Superpoháru: 2007

FC Viktoria Plzeň
- 3× mistr 1. české ligy: 2010/11, 2012/13, 2017/18
- vítěz českého poháru 2009/10
- vítěz českého Superpoháru 2011
- 2× postup do základní skupiny Ligy mistrů: 2011/12, 2013/14
- 2× šestnáctifinále Evropské ligy: 2011/12, 2017/18
- 2× osmifinále Evropské ligy: 2012/13, 2017/18

Česká fotbalová reprezentace
- postup na EURO 2016[41]

PFK Ludogorec Razgrad
- mistr 1. bulharské ligy: 2019/20

### Individuální
- 6× trenér roku v anketě Fotbalista roku[1]: 2010, 2011, 2012, 2013, 2014, 2015
- 6× Trenér měsíce 1. české fotbalové ligy: 11/2012, 04/2013, 07/2013, 08/2013, 11/2013, 09/2017